# Thorium 229m
table
Le thorium 229m, noté 229mTh, est un isomère nucléaire de l'isotope du thorium dont le nombre de masse est égal à 229 : son noyau atomique compte 90 protons et 139 neutrons avec un spin 3/2+ pour une masse atomique de 229,031 76 g/mol. Il est caractérisé par un excès de masse de 29 586,5 ± 2,8 keV et une énergie de liaison nucléaire par nucléon de 7 634,65 ± 0,12 keV. Il provient de la désintégration α de l'uranium 233.
Le thorium 229m est peut-être l'isomère connu ayant la plus faible énergie d'excitation, à peine quelques électronvolts : cette énergie est si faible qu'elle est difficilement mesurable, l'estimation la plus récente la situant vers 8,12 ± 0,11 eV à la suite d'une série de mesures publiées au tournant des années 2020,,. Cette valeur était estimée de l'ordre de 7,6 ± 0,5 eV dans les années 2000, tandis qu'un consensus plus ancien situait cette énergie autour de 3,5 ± 1,0 eV dans les années 1990.
Ces niveaux d'énergie correspondent à des photons dans l'ultraviolet, et s'il était possible d'exciter l'isotope 229Th avec un laser ultraviolet de longueur d'onde adéquate, cela pourrait en faire des batteries à haute densité d'énergie, des horloges nucléaires de précision, voire des qubits pour calculateurs quantiques.
Le thorium 229 résultant de la transition isomérique du thorium 229m connaît une désintégration α en radium 225 en libérant une énergie de désintégration de 5,168 MeV avec une période de 7 880 ans.

### Articles liés
- Thorium
- Isotopes du thorium
- Radioisotope
- Table des isotopes